# Burr Harrison

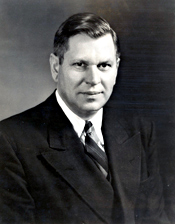
Burr Harrison (1951)

Burr Powell Harrison (* 2. Juli 1904 in Winchester, Virginia; † 29. Dezember 1973 ebenda) war ein US-amerikanischer Politiker. Er vertrat den Bundesstaat Virginia als Abgeordneter im US-Repräsentantenhaus.

## Werdegang
Burr Harrison, Sohn des Kongressabgeordneten Thomas W. Harrison, besuchte die öffentliche Schule in Winchester sowie danach die Woodberry Forest School, das Virginia Military Institute, das Hampden-Sydney College und die University of Virginia. Er graduierte 1926 an der Law School der Georgetown University in Washington. Seine Zulassung als Anwalt bekam er im selben Jahr und eröffnete eine Praxis in Winchester. In den Jahren 1932 bis 1940 war er Rechtsanwalt in Frederick County. Danach wählte man ihn in den Senat von Virginia. Seine Tätigkeit dort verrichtete er von 1940 bis 1942.
Nach seinem Dienst im Senat wurde er Richter am 17. Gerichtsbezirk und dem Gemeindegericht von Winchester. Die Tätigkeit als Richter übte er dort zwischen 1942 und 1946 aus. Danach wurde Harrison gleichzeitig als Demokrat in den 79. und den 80. Kongress gewählt, um die freie Stelle zu füllen, die durch den Rücktritt des Abgeordneten Absalom Willis Robertson entstanden war. Darauf wurde er noch sieben weitere Male für den siebten Distrikt Virginias in den Kongress gewählt. Seine Amtszeit erstreckte sich vom 5. November 1946 bis zum 3. Januar 1963. In dieser Zeit beteiligte er sich 1956 an dem Protestschreiben gegen die Rassenintegration an den öffentlichen Einrichtungen.
Harrison entschloss sich bei den Wahlen 1962 für den 88. Kongress, sich nicht noch einmal als Kandidat aufstellen zu lassen. Er kehrte zu seiner Tätigkeit als Anwalt zurück. Harrison lebte bis zu seinem Tod am 29. Dezember 1973 in Winchester. Er wurde auf dem Mount Hebron Cemetery beigesetzt.